# Finlandeses Voadores

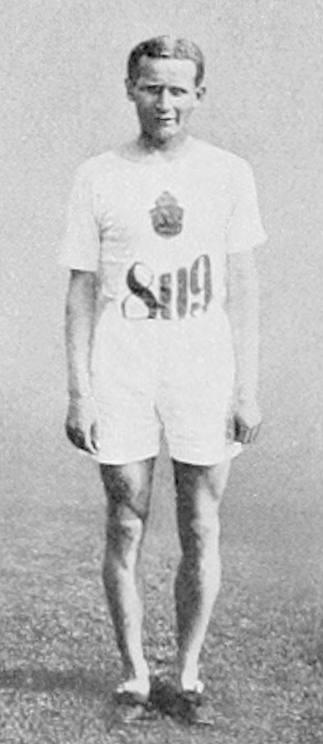
Hannes Kolehmainen

Flying Finns (em português: Finlandeses Voadores, em finlandês: Lentävä suomalainen) é a denominação dada pela mídia internacional ao grupo de atletas da Finlândia que, nos anos 1920 e 30 do século passado, dominaram as provas de atletismo de meio-fundo e fundo dos Jogos Olímpicos, alcançando na época a mesma supremacia em qualidade e quantidade hoje em poder de africanos nas mesmas provas, principalmente de atletas do Quênia e da Etiópia.

## Atletismo
O primeiro finlandês a receber o apelido no singular foi Hannes Kolehmainen, também conhecido como Hannes Risonho, que apareceu do nada nos Jogos de Estocolmo 1912 para ganhar três medalhas de ouro e quebrar dois recordes mundiais nas provas de longa distância, incluindo um ouro na maratona nos primeiros Jogos pós-I Guerra Mundial, em Antuérpia 1920.
Como o aparecimento de Paavo Nurmi em 1920, o apelido passou a ser usado no plural, designando todo o grupo que com ele viria a vencer e dominar essas distâncias durante todo o período anterior à II Guerra Mundial, como Ville Ritola, Albin Stenroos, Harry Larva, Toivo Loukola, Ilmari Salminen até o bicampeão olímpico Volmari Iso-Hollo, maior nome dos 3000 metros com obstáculos na década de 1930.
Após a guerra, a Finlândia perdeu gradativamente seu domínio nestas provas, primeiro para europeus-orientais na década de 1950 até a chegada dos africanos nos anos 1960 que passaram a ser os grandes campeões das provas de fundo, interrompidos apenas duas vezes, justamente por aquele considerado o último representante de uma estirpe inigualável de fundistas voadores, o finlandês Lasse Virén, campeão dos 5.000m e 10.000m dos Jogos de Munique 1972 e Montreal 1976.

## Automobilismo

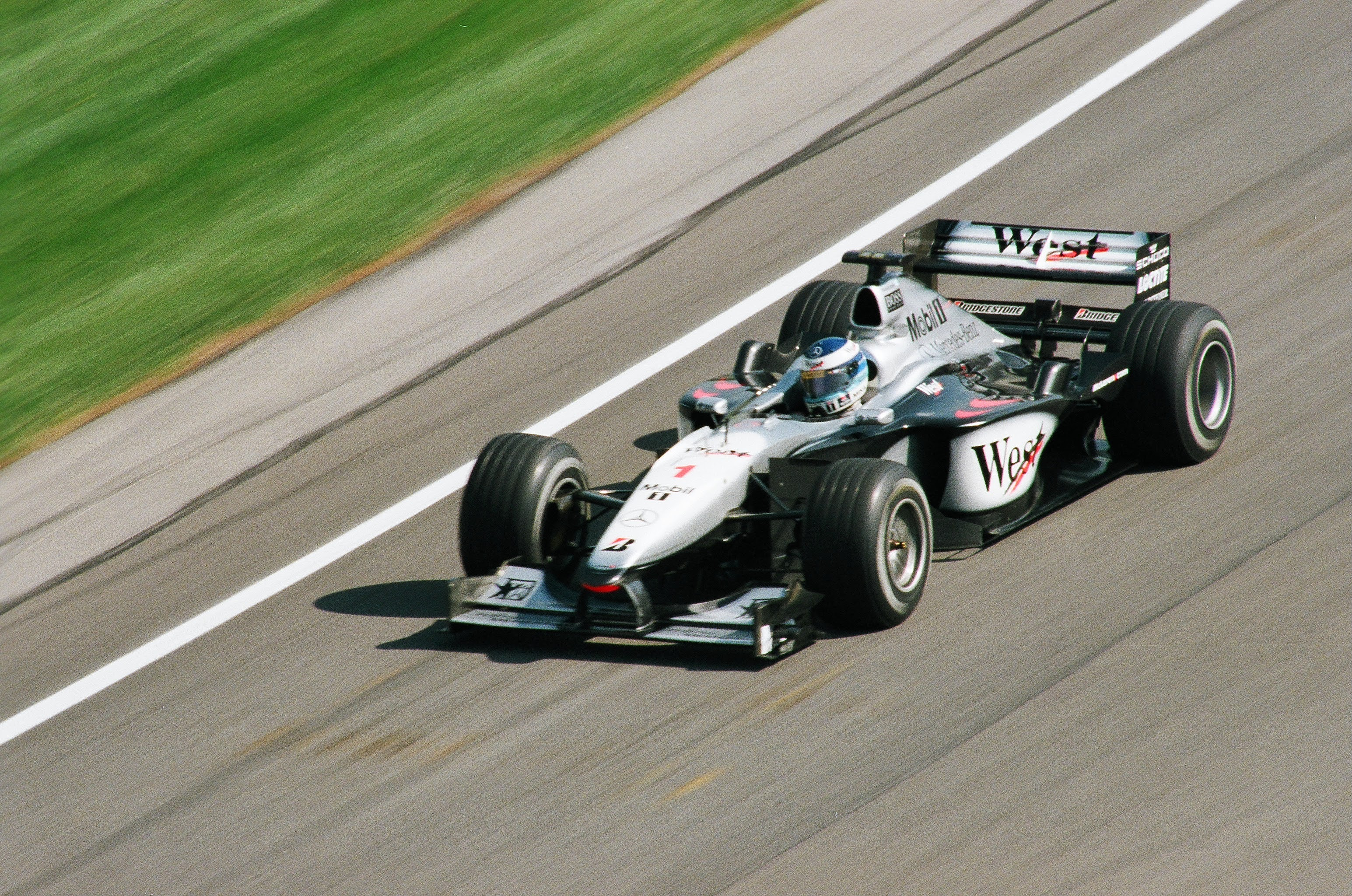
Mika Häkkinen ao volante da McLaren F-1 em 2000.

O termo também passou a ser usado para designar os finlandeses que se destacaram no automobilismo a partir dos anos 1960. Timo Mäkinen foi o primeiro piloto a ser chamado de finlandês voador. Em 1968 a Castrol produziu um filme chamado "The Flying Finns". Consistia no Rali dos 1000 Lagos e documentava principalmente o duelo entre o então veterano Mäkinen e o novato Hannu Mikkola. O termo passou então a descrever a próxima geração de pilotos finlandeses, entre outros, os tetra-campeões do Campeonato Mundial de Rali Juha Kankkunen e Tommi Mäkinen.
O primeiro a levar o apelido à Fórmula 1 foi Leo Kinnunen, que o tinha impresso em seu capacete em 1970, quando venceu o World Sportscar Championship pela Porsche. Ele no entanto não foi capaz de repetir seu sucesso na Fórmula 1 com seu Surtees. Assim, Keke Rosberg se tornou o primeiro "finlandês voador" conhecido no esporte com a conquista do campeonato de 1982.
Provavelmente o mais famoso dos finlandeses voadores foi Mika Häkkinen que venceu o campeonato de pilotos da Fórmula 1 duas vezes e disputou a DTM entre 2005 e 2007. Kimi Räikkönen, substituiu Häkkinen na McLaren-Mercedes, em 2002 e também foi chamado de finlandês voador, sendo campeão da Fórmula 1 em 2007. Se juntou a ele em 2007 outro finlandês que receberia o apelido, Heikki Kovalainen.